# 21789 Frankwasser
21789 Frankwasser è un asteroide della fascia principale. Scoperto nel 1999, presenta un'orbita caratterizzata da un semiasse maggiore pari a 2,2870083 UA e da un'eccentricità di 0,1672788, inclinata di 6,39238° rispetto all'eclittica.